# Jimmy Gatete
Jean-Michel "Jimmy" Gatete (ur. 11 grudnia 1982 w Bużumburze) – rwandyjski piłkarz grający na pozycji napastnika.

## Kariera klubowa
Karierę piłkarską Gatete rozpoczął w klubie Rayon Sports FC ze stolicy kraju Kigali. W 1996 roku zadebiutował w jego barwach w rwandyjskiej pierwszej lidze. W sezonach 1997 i 1998 wywalczył z nim mistrzostwo Rwandy, a w 1998 roku zdobył też Puchar Rwandy. W 2002 roku grał w Mukura Victory Sports FC, a w 2003 przeszedł do APR FC. W sezonie 2003 wywalczył z APR mistrzostwo kraju, a w 2004 roku wygrał CECAFA Club Cup. W tamtym roku odszedł do południowoafrykańskiego Maritzburga United, ale w 2005 roku wrócił do Rwandy, do APR. W latach 2005–2007 trzykrotnie z rzędu został mistrzem kraju, a w 2006 i 2007 roku zdobył także Puchar Rwandy. W 2007 roku po raz drugi w karierze zdobył CECAFA Club Cup. W połowie tamtego roku odszedł do Rayon Sports FC z Kigali, a w 2009 roku został piłkarzem Police FC. W sezonie 2010/2011 grał w etiopskim Saint-George SA.

## Kariera reprezentacyjna
W reprezentacji Rwandy Gatete zadebiutował w 1996 roku. W 2004 roku został powołany do kadry na Puchar Narodów Afryki 2004. Tam wystąpił we 2 spotkaniach: z Tunezją (1:2) i z Gwineą (1:1). Do 2009 roku rozegrał w niej 39 meczów i strzelił 7 goli.